# Ctenochira longicauda
Ctenochira longicauda là một loài tò vò trong họ Ichneumonidae.